# Wąpielsk (gmina)
Wąpielsk est une gmina rurale du powiat de Rypin, Couïavie-Poméranie, dans le centre-nord de la Pologne. Son siège est le village de Wąpielsk, qui se situe environ 14 km au nord-ouest de Rypin et 46 km à l'est de Toruń.
La gmina couvre une superficie de 93,78 km2 pour une population de 4 164 habitants.

## Géographie
La gmina inclut les villages de Bielawki, Długie, Kiełpiny, Kierz Półwieski, Kupno, Lamkowizna, Łapinóż-Rumunki, Łapinóżek, Półwiesk Duży, Półwiesk Mały, Radziki Duże, Radziki Małe, Ruszkowo, Tomkowo et Wąpielsk.
La gmina borde les gminy de Bobrowo, Brodnica, Brzuze, Golub-Dobrzyń, Osiek, Radomin et Rypin.